# Lucio Angelo Maria Renna

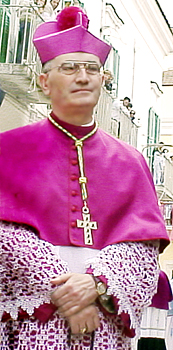
Lucio Angelo Maria Renna

Bischofswappen von Lucio Angelo Renna

Lucio Angelo Maria Renna OCarm (* 22. September 1941 in San Pietro Vernotico) ist ein italienischer Ordensgeistlicher und emeritierter römisch-katholischer Bischof von San Severo.

## Leben
Lucio Angelo Maria Renna trat der Ordensgemeinschaft der Karmeliten am 12. September 1958 bei, legte am 8. Dezember 1962 die Profess ab und empfing am 2. April 1966 die Priesterweihe.
Papst Johannes Paul II. ernannte ihn am 9. Juni 1999 zum Bischof von Avezzano. Der Präfekt der Kongregation für die Bischöfe, Lucas Kardinal Moreira Neves OP, spendete ihm am 12. September desselben Jahres die Bischofsweihe; Mitkonsekratoren waren Armando Dini, Erzbischof von Campobasso-Boiano, und Cosmo Francesco Ruppi, Erzbischof von Lecce. Als Wahlspruch wählte er In obsequio Jesu Christi.
Am 2. September 2006 wurde er von Papst Benedikt XVI. zum Bischof von San Severo ernannt und am 14. Oktober desselben Jahres in das Amt eingeführt.
Er ist Prior der Komturei San Severo des Ritterordens vom Heiligen Grab zu Jerusalem.
Papst Franziskus nahm am 13. Januar 2017 seinen altersbedingten Rücktritt an.